# اوتاویو (بازیکن فوتبال، زاده ۲۰۰۲)
اوتاویو (انگلیسی: Otávio؛ زادهٔ ۲۱ آوریل ۲۰۰۲) بازیکن فوتبال اهل برزیل است که در حال حاضر برای باشگاه فوتبال پورتو بازی می‌کند.